# Chomęciska Małe
Chomęciska Małe – wieś w Polsce położona w województwie lubelskim, w powiecie zamojskim, w gminie Stary Zamość.
Położona na południowo-zachodnim skraju gminy Stary Zamość, w obrębie Padołu Zamojskiego, przy drodze krajowej nr 17 na europejskiej trasie łącznikowej (E372)
W latach 1954–1959 wieś należała i była siedzibą władz gromady Chomęciska Małe, po jej zniesieniu w gromadzie Stary Zamość. W latach 1975–1998 miejscowość administracyjnie należała do ówczesnego województwa zamojskiego.
Wieś stanowi sołectwo gminy Stary Zamość. Według Narodowego Spisu Powszechnego z roku 2011 wieś liczyła 515 mieszkańców.
Wierni Kościoła rzymskokatolickiego należą do parafii Wniebowzięcia Najświętszej Maryi Panny w Starym Zamościu.

## Urodzeni w Chomęciskach Małych
- Karol Namysłowski – polski kompozytor, dyrygent, skrzypek, twórca Orkiestry Włościańskiej w Zamościu[10].